# Communauté de communes du Pays de Landivisiau
Die Communauté de communes du Pays de Landivisiau ist ein französischer Gemeindeverband mit der Rechtsform einer Communauté de communes im Finistère in der Region Bretagne. Sie wurde 1996 gegründet und umfasst 19 Gemeinden des Pays de Landivisiau im Norden des Départements. Der Verwaltungssitz befindet sich im Ort Landivisiau.

## Aufgaben
Aufgaben des Verbandes sind die Planung und Durchführung sozialer, kultureller und soziokultureller Maßnahmen. Er hat in die Erhaltung und Entwicklung von Wohnraum investiert. Im Jahre 1998 organisierte er drei Müllsortieranlagen und 35 Sammelstellen (tri sélectif) auf seinem Gebiet. Der Verband unterhält ein Schwimmbad und ein Kino und organisiert Freizeitangebote für Jugendliche und Kinder.

## Mitgliedsgemeinden
| Gemeinde                                      | Einwohner 1. Januar 2022 | Fläche km² | Dichte Einw./km² | Code INSEE | Postleitzahl |
| --------------------------------------------- | ------------------------ | ---------- | ---------------- | ---------- | ------------ |
| Bodilis                                       | 1.700                    | 20,08      | 85               | 29010      | 29400        |
| Commana                                       | 994                      | 39,90      | 25               | 29038      | 29450        |
| Guiclan                                       | 2.564                    | 42,64      | 60               | 29068      | 29410        |
| Guimiliau                                     | 1.000                    | 11,22      | 89               | 29074      | 29400        |
| Lampaul-Guimiliau                             | 2.004                    | 17,48      | 115              | 29097      | 29400        |
| Landivisiau                                   | 9.197                    | 18,99      | 484              | 29105      | 29400        |
| Loc-Eguiner                                   | 378                      | 11,90      | 32               | 29128      | 29400        |
| Locmélar                                      | 476                      | 15,55      | 31               | 29131      | 29400        |
| Plougar                                       | 790                      | 17,48      | 45               | 29187      | 29440        |
| Plougourvest                                  | 1.486                    | 14,07      | 106              | 29193      | 29400        |
| Plounéventer                                  | 2.212                    | 27,28      | 81               | 29204      | 29400        |
| Plouvorn                                      | 2.932                    | 35,44      | 83               | 29210      | 29420        |
| Plouzévédé                                    | 1.856                    | 18,51      | 100              | 29213      | 29440        |
| Saint-Derrien                                 | 846                      | 12,28      | 69               | 29244      | 29440        |
| Saint-Sauveur                                 | 827                      | 13,24      | 62               | 29262      | 29400        |
| Saint-Servais                                 | 789                      | 10,29      | 77               | 29264      | 29400        |
| Saint-Vougay                                  | 879                      | 15,10      | 58               | 29271      | 29440        |
| Sizun                                         | 2.334                    | 58,14      | 40               | 29277      | 29450        |
| Trézilidé                                     | 403                      | 4,60       | 88               | 29301      | 29440        |
| Communauté de communes du Pays de Landivisiau | 33.667                   | 404,19     | 83               | –          | –            |